# واينو

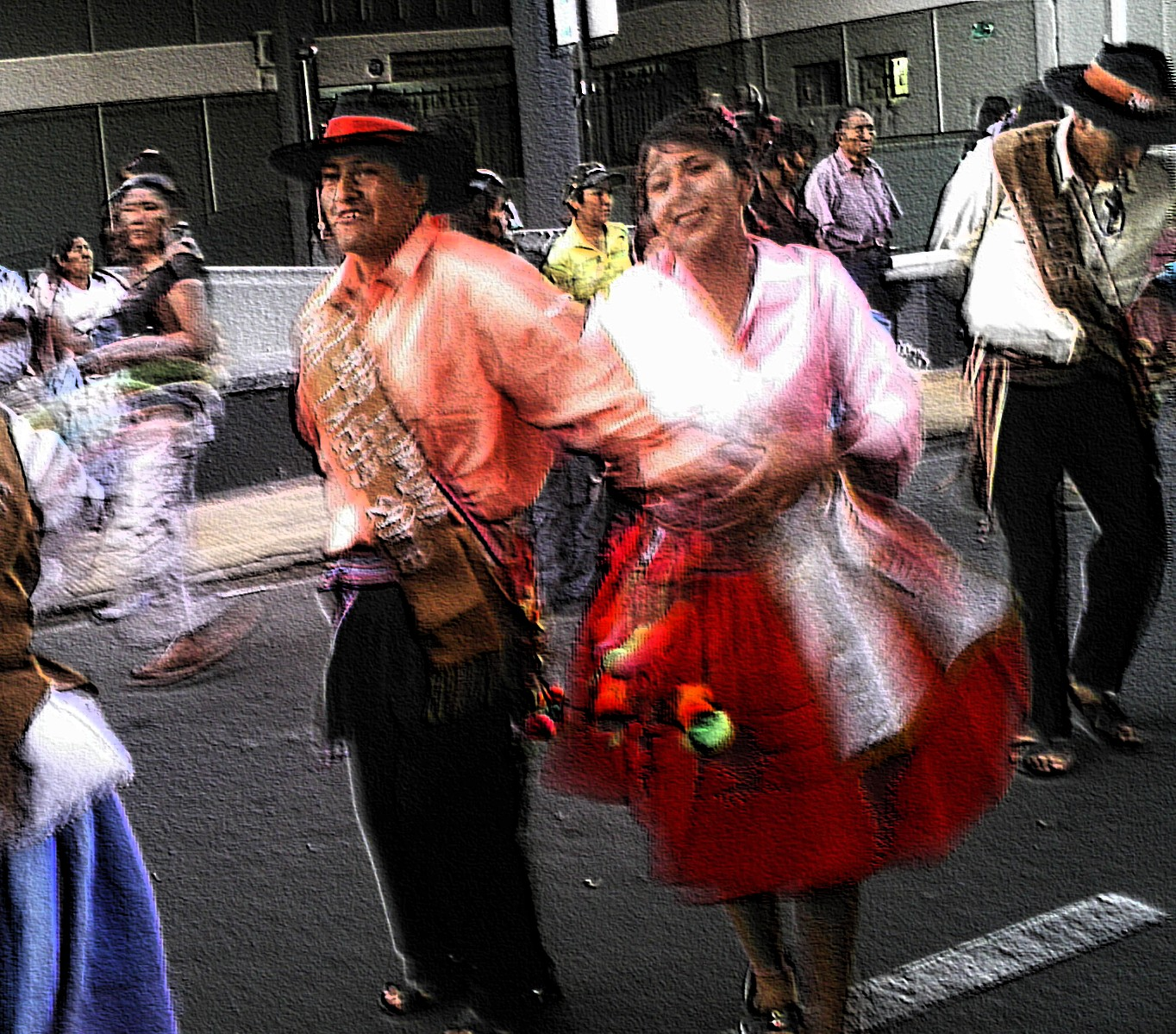

الواينو (وفقاً للأكاديمية الملكية الاسبانية; هو مصطلح مأخوذ من لغة الكيتشوا القديمة لامبراطورية الانكا). فبلغة الكيتشوا التابعة لدولة البيرو تُكتب huaiño أو huayño، اما في بوليفيا تُكتب Wayñu; وفقاً للأكاديمية الملكية الاسبانية أيضًا. هذة الرقصة تعمل علي نوع من الموسيقي الخاصة بدول الانديز جنوب بيرو، وجنوب وسط بوليفيا، وشمال الارجنتين وحتي شمال تشيلي حيث تأثيرها الملحوظ هناك.

## أصل الواينو
تعود هذة الرقصة إلي ما قبل أكتشاف الأسبان لأمريكا اللاتينية فهي مقتبسة من ثقافة الكيتشوا القديمة لأمبراطورية الانكا، ولا يمكن تخصيص بلد واحدة لها. حيث لها تاثير كبير حالياً في كل من ولاية الاكوادور وبيرو.
الواينو مصطلح بلغة الكيتشوا يعني (الموت) أو غير ذلك عند وصول الأسبان الي أمريكا الجنوبية; خاصة بعد إطاحتهم لأمبراطورية الأنكا عثروا علي موسيقي لألات بسيطة مثل الناي ونوع من أنواع الطبلة التي أنتجت إيقاعات موسيقية متنوعة جداً مثل اليارافي (jharawis)، جاتشتش، الشيمايشي وغيرها.

## اشتقاق الاسم
ولا شك ان هذا النوع من الأسماء مُشتق من كلمة بلغة الكيتشوا وهي "huayñunakunay" التي تعني «الرقص يدا بيد»، حيث يقوم الراقصون والراقصات بإصدار صوت صراخ جماعي واي! واي! واي! متحمسين مطربين من أجل تحفيز الذات. في نهاية الاداء يقولوا: "waynurú nuqalla " = وتعني رقصتُ.

## التنوع والإختلاف
تتنوع رقصة الواينو وتختلف حسب تقاليد كل منطقة; حيث نغمها الذي يبعث المرح، عادة ما يتم اصطحاب الازواج في رقصة بأداء منفصل لكل منهما; أحيانا يلتف أحد الراقصين حول الآخر الذي في المنتصف، فهي في العموم تبعث البهجة والسرور في نفوس العشاق والأحباب. يقوم الرجل بمد ذراعة الأيمن، أو يضع منديلة علي كتف المرأة لطلبها للرقص; ثم يسير الاثنين الي ساحة الرقص; وأخيرا الرقص، الذي يكون عبارة عن حركة رشيقة وقوية من الرجل يحاصر فيها المرأة، وجهاً لوجه، ملامساً كتفه لكتفها عند الدوران، والآلات الموسيقية التي تُكّوِن رقصة الواينو هم الناي، الطبلة، القيثار، الماندولين، وآلات الجيتار والكمان.
هناك أنواع أخري من الواينو حيث تقوم فرق تقليدية بإدخال آلات موسيقية اخري مثل البوق والساكسفون والاكورديون. وبالرغم من انها أنواع مختلفة جداً، في الإحساس الشعبي، فمن ناحية اخري، فإن الواينو يبدو أنها أكثر ارتباطاً بالمارينيرا في بيرو; كما يُذكر في عبارة المارينيرا التي ترجع إلى حضارة الإنديز: «لا يوجد مارينيرا بدون الواينو ولا يوجد واينو بدون المارينيرا».